# Sitiveni Sivivatu

a Compétitions nationales et continentales officielles uniquement.

b Matchs officiels uniquement.
Dernière mise à jour le 15 août 2017.
Sitiveni Waica Sivivatu, né le 19 avril 1982 à Suva, est un joueur fidjien de rugby à XV. Figure historique des All Blacks, il a évolué au poste d'ailier en Nouvelle-Zélande et en France. Il a terminé sa carrière en 2016 avant d'intégrer le staff de son dernier club, le Castres olympique.

## Carrière

### En club
Il a joué avec l'équipe de la province de Waikato et en Super 14 avec les Chiefs.

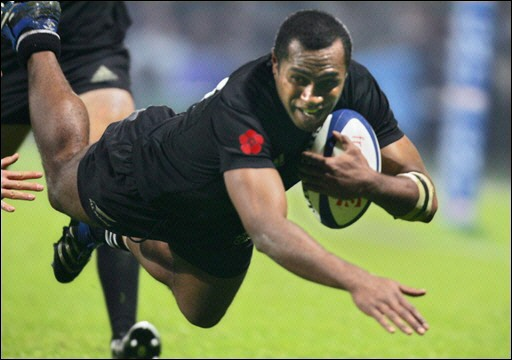
Sitiveni Sivivatu sous le maillot des All Blacks.

En 2011, après la finale de la Coupe du Monde 2011 à laquelle il ne participe pas, il rejoint le championnat de France sous le maillot de l'ASM Clermont Auvergne.
En novembre 2013, il est sélectionné dans l'équipe des Barbarians français pour affronter les Samoa au Stade Marcel-Michelin de Clermont-Ferrand.
En fin d'année 2013, l'international All Black Sivivatu signe un contrat avec le Castres olympique, champion du France en titre. En 2016, il arrête sa carrière après deux saisons au sein du club tarnais, pour en intégrer le staff. Le club devient champion de France en 2018.

### En équipe nationale
Après quelques des tests matchs avec les Pacific Islanders contre l'Australie, il est sélectionné pour jouer avec les All Blacks et débute en 2005 en participant à l’écrasante victoire contre l'équipe de son pays de naissance, les Fidji (91-0). Blessé durant le Tri-nations 2005, il participe au succès de la tournée d'automne de la même année. Grâce à sa vélocité et à sa puissance, il parvient à s'imposer dans l'équipe dès le début de l'été 2006 et est considéré comme l'un des deux meilleurs ailiers du monde avec son équipier Joe Rokocoko. 
Avec les Kiwis, il dispute une Coupe du monde en 2007. Il participe à cinq éditions du Tri-nations en 2006, 2007, 2008, 2009 et 2011. 

## Palmarès

### En club, franchise et province
- Vainqueur du National Provincial Championship en 2006 avec Waikato.
- Finaliste du Super 14 en 2009 avec les Chiefs.
- Finaliste de la Coupe d'Europe en 2013 avec l'ASM Clermont Auvergne.

### En équipe nationale

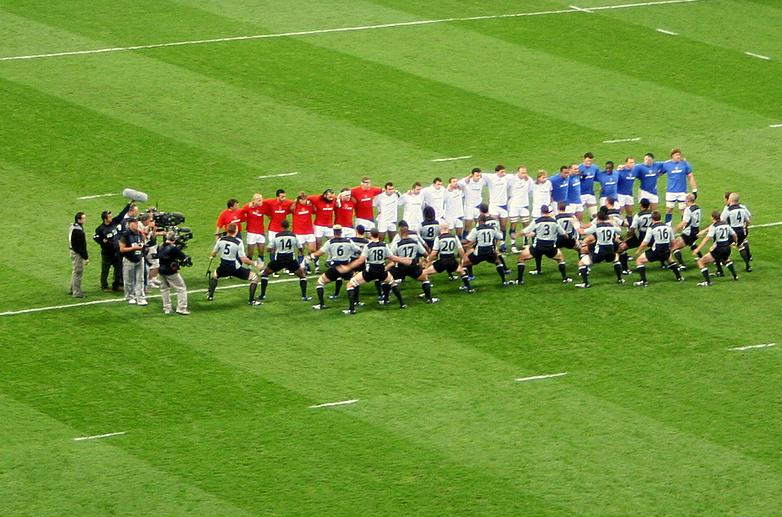
Quart-de-finale France - All Blacks en 2007.

- Vainqueur du Tri-nations : 2006, 2007 et 2008
- 3 sélections avec les Pacific Islanders en 2004
- Première cape avec les All Blacks : 10 juin 2005
- Capes avec les All Blacks : 45
- Nombre d'essais en test-matchs : 29
- Matches avec les All Blacks par année : 6 en 2005, 6 en 2006, 9 en 2007, 13 en 2008, 9 en 2009, 2 en 2011

## Statistiques

### En équipe nationale
De 2005 à 2011, Sitiveni Sivivatu compte 45 sélections avec les All-Blacks, inscrivant 145 points. Avec les Kiwis, il dispute une Coupe du monde en 2007. Il participe à cinq éditions du Tri-nations en 2006, 2007, 2008, 2009 et 2011.